# WTA Finals 2024 - Singolare
In finale Coco Gauff ha sconfitto Zheng Qinwen con il punteggio di 3-6, 6-4, 7-6(2). É il nono titolo in carriera, il terzo stagionale e la prima WTA Finals. Gauff diventa la prima statunitense a vincere le WTA Finals da Serena Williams nel 2014, la più giovane a vincere il torneo da Marija Šarapova nel 2004 e la statunitense più giovane da Serena Williams nel 2001. Coco diventa la tennista ad aver vinto il più alto montepremi della storia in un torneo femminile con ben $4.805 di dollari.
Iga Świątek era la detentrice del titolo, ma è stata eliminata nei gironi dei round robin. Świątek diventa la prima campionessa uscente del torneo ad essere eliminata durante i round robin da Caroline Wozniacki nel 2018. In seguito alla sua eliminazione, si è avuta una campionessa delle WTA Finals inedita, che è poi stata Coco Gauff.
Aryna Sabalenka e Iga Świątek si contendevano il primato per la classifica WTA di singolare. Sabalenka ritiene il primato in seguito alle sue prime due vittorie nel round robin e alla sconfitta di Świątek nel secondo incontro di round robin. Di conseguenza, Aryna chiude la stagione con il primato in classifica.
Jasmine Paolini e Zheng Qinwen hanno fatto il loro debutto alle WTA Finals. Paolini è l'unica giocatrice di questa edizione a qualificarsi sia per il singolo sia per il doppio. Qinwen diventa la prima giocatrice a raggiungere la finale alle WTA Finals al debutto da Anett Kontaveit nel 2021 e la più giovane da Petra Kvitová nel 2011, oltre ad essere la prima cinese a riuscirci da Li Na nel 2013.
Barbora Krejčíková è la tennista con la classifica più bassa, numero 13 della classifica, a raggiungere la semifinale alle WTA Finals da Sandrine Testud, al tempo numero 14 del mondo, nel 2001.
Jessica Pegula si ritira dal torneo prima di disputare l'ultimo match dei round robin del suo gruppo a causa di un infortunio al ginocchio e viene sostituita dalla prima alternate Dar'ja Kasatkina.

## Giocatrici
1. Aryna Sabalenka (semifinale)
2. Iga Świątek (round robin)
3. Coco Gauff (Campionessa)
4. Jasmine Paolini (round robin)

1. Elena Rybakina (round robin)
2. Jessica Pegula (round robin, ritirata)
3. Zheng Qinwen (finale)
4. Barbora Krejčíková (semifinale)

### Riserve
1. Dar'ja Kasatkina (round robin, sostituisce Pegula infortunata)

1. Danielle Collins (non ha giocato)

Note:
- Emma Navarro si era qualificata come prima riserva, ma si è ritirata prima dell'inizio del torneo.[7]

## Tabellone

### Legenda
| - Q = Qualificato - WC = Wild card - LL = Lucky loser | - ALT = Alternate - SE = Special Exempt - PR = Protected Ranking | - w/o = Walkover - r = Ritirato - d = Squalificato |

### Fase finale
|  | Semifinali | Semifinali         | Semifinali         | Semifinali | Semifinali |  |  | Finale | Finale       | Finale | Finale | Finale |  |
|  |            |                    |                    |            |            |  |  |        |              |        |        |        |  |
|  | 1          | Aryna Sabalenka    | Aryna Sabalenka    | 64         | 3          |  |  |        |              |        |        |        |  |
|  | 3          | Coco Gauff         | Coco Gauff         | 7          | 6          |  |  | 3      | Coco Gauff   | 3      | 6      | 7      |  |
|  | 7          | Zheng Qinwen       | Zheng Qinwen       | 6          | 7          |  |  | 7      | Zheng Qinwen | 6      | 4      | 62     |  |
|  | 8          | Barbora Krejčíková | Barbora Krejčíková | 3          | 5          |  |  |        |              |        |        |        |  |

### Gruppo Viola
|   |                 | Sabalenka     | Paolini     | Rybakina         | Zheng            | RR V-P | Set V-P   | Game V-P    | Classifica |
| 1 | Aryna Sabalenka |               | 6-3, 7-5    | 4-6, 6-3, 1-6    | 6-3, 6-4         | 2-1    | 5-2 (71%) | 46-39 (54%) | 1          |
| 4 | Jasmine Paolini | 3-6, 5-7      |             | 7-6(5), 6-4      | 1-6, 1-6         | 1-2    | 2-4 (33%) | 23-35 (40%) | 3          |
| 5 | Elena Rybakina  | 6-4, 3-6, 6-1 | 6(5)-7, 4-6 |                  | 6(4)-7, 6-3, 1-6 | 1-2    | 3-5 (38%) | 47-50 (48%) | 4          |
| 7 | Zheng Qinwen    | 3-6, 4-6      | 6-1, 6-1    | 7-6(4), 3-6, 6-1 |                  | 2-1    | 4-3 (57%) | 35-27 (56%) | 2          |

La classifica viene stilata in base ai seguenti criteri: 1) Numero di vittorie; 2) Numero di partite giocate; 3) Scontri diretti (in caso di due giocatori pari merito); 4) Percentuale di set vinti o di game vinti (in caso di tre giocatori pari merito); 5) Decisione della commissione

### Gruppo Arancione
|     |                                 | Świątek                 | Gauff                | Pegula Kasatkina        | Krejčíková           | RR V-P  | Set V-P           | Game V-P              | Classifica |
| 2   | Iga Świątek                     |                         | 3-6, 4-6             | 6-1, 6-0 (w/ Kasatkina) | 4-6, 7-5, 6-2        | 2-1     | 4-3 (57%)         | 36-26 (58%)           | 3          |
| 3   | Coco Gauff                      | 6-3, 6-4                |                      | 6-3, 6-2 (w/ Pegula)    | 5-7, 4-6             | 2-1     | 4-2 (67%)         | 33-25 (57%)           | 2          |
| 6 9 | Jessica Pegula Dar'ja Kasatkina | 1-6, 0-6 (w/ Kasatkina) | 3-6, 2-6 (w/ Pegula) |                         | 3-6, 3-6 (w/ Pegula) | 0-2 0-1 | 0-4 (0%) 0-2 (0%) | 11-24 (31%) 1-12 (8%) | X 4        |
| 8   | Barbora Krejčíková              | 6-4, 5-7, 2-6           | 7-5, 6-4             | 6-3, 6-3 (w/ Pegula)    |                      | 2-1     | 5-2 (71%)         | 38-32 (54%)           | 1          |

La classifica viene stilata in base ai seguenti criteri: 1) Numero di vittorie; 2) Numero di partite giocate; 3) Scontri diretti (in caso di due giocatori pari merito); 4) Percentuale di set vinti o di game vinti (in caso di tre giocatori pari merito); 5) Decisione della commissione